# Yaimeisi Borlot
Yameisi Borlot Simón (* 18. Februar 1991 in Santiago de Cuba) ist eine ehemalige kubanische Sprinterin, die sich auf die 400-Meter-Distanz spezialisiert hat.

## Sportliche Laufbahn
Erste internationale Erfahrungen sammelte Yaimeisi Borlot im Jahr 2012, als sie bei den Olympischen Sommerspielen in London mit der kubanischen 4-mal-400-Meter-Staffel mit 3:27,41 min im Vorlauf ausschied. 2014 belegte sie beim Panamerikanischen Sportfestival in Mexiko-Stadt in 54,44 s den sechsten Platz über 400 Meter und anschließend siegt sie mit der Staffel in 3:29,69 mi bei den Zentralamerika- und Karibikspielen in Xalapa. Bei den IAAF World Relays 2015 in Nassau entschied sie in 3:30,94 min das B-Finale über 4-mal 400 Meter für sich und im Juli belegte sie bei den Panamerikanischen Spielen in Toronto in 3:31,22 min den vierten Platz, woraufhin sie ihre aktive sportliche Karriere im Alter von 24 Jahren beendete.
In den Jahren 2014 und 2015 wurde Borlot kubanische Meisterin in der 4-mal-400-Meter-Staffel.

## Persönliche Bestleistungen
- 400 Meter: 52,49 s, 29. Juni 2012 in Havanna